# Exequiel Benavídez
Exequiel Emanuel Benavídez (Santiago del Estero, 5 marzo 1989) è un ex calciatore argentino, di ruolo centrocampista.

## Palmarès

### Club

#### Competizioni nazionali
- Campionato argentino: 1

Boca Juniors: Apertura 2008